# Soto del Real
Soto del Real (tidigare namn: Chozas de la Sierra) är en ort och kommun i den autonoma regionen Madrid i centrala Spanien. Orten ligger cirka 38 kilometer norr om centrala Madrid. Kommunen har 9 441 invånare (2024), på en yta av 43,21 km².

## Namnet
Det nuvarande namnet är från 1959, då dåtidens kommunfullmäktige föreslog en namnändring till regeringsdelegationen, eftersom den ansåg att namnet Chozas de la Sierra var fult och stötande. En av initiativtagarna till förändringen var ärkebiskopen Morcillo, född i staden.
Det fanns tre alternativ som togs upp vid den tiden: Soto del Real, Alameda de la Sierra eller att behålla det historiska namnet. Den första termen (det nuvarande namnet), Soto, hänvisar till de många träden och skogarna som omger staden, och den andra, del Real, anspelar på Real de Manzanares, som den tillhörde. Den andra syftar på de breda poppellundarna som fanns i staden, eftersom almarna i detta område kallas poppel, Almsläktet. Dessa almlundar var nästan helt förlorade på grund av almsjuka. De två namn som staden har haft återspeglas i det nuvarande kommunvapnet.

## Historia
Från den västgotiska perioden finns rester av en gammal bosättning. När den muslimska ockupationen och inflytandet av islam på Madridområdet ägde rum, bosatte de sig i första hand i de gamla västgotiska bosättningarna, vilket var fallet med Soto och Colmenar Viejo.
Början på en mer stabil bosättning uppstod här redan med reconquistan. De första nybyggarna var herdar från Segovia som bosatte sig vid denna vägknut.
Det mesta av informationen från denna period kommer från tvisten mellan Segovia och Madrid om marken som ligger mellan den senare och Sierra de Guadarrama. Tvisten började på 1100-talet, då de två städerna alternerade stöd av kungen. Segovia koloniserade till stor del alla dessa marker, medan Madrid var mer passiv. Segovia bosatte några av sina territorier, men de tvingades dra tillbaka sina bosättningar från Colmenar och Manzanares. När de inte togs bort brändes de, en händelse som återfinns i en legend från Sotos: Casas Quemadas. Folket från Segovia byggde upp dem och de brändes ner igen. Kungen beordrade därför att hela Manzanaresområdet skulle lämnas obefolkat och att det skulle förbli under hans styre (det är därför det heter del Real) tills han beviljade dem båda rätten att exploatera betesmarker, ved med mera i området.
Kommunens bildande som en självständig stad och erhållandet av titeln Villazgo återfinns den 31 december 1568. Filip II beviljar Chozas de la Sierra avskiljandet från Real de Manzanares med alla attribut och tecken på makt, "högaffel och kniv, spån, fängelse och stockar". I samband med självständigheten från kungen flyttar staden sin plats till ett mer hälsosamt läge.

### Modern tid
Redan 1596 var Chozas en av de mest betydande platserna på vägen mellan städerna Manzanares el Real och Guadalajara.
Från 1600- och 1700-talen finns endast uppgifter från folkräkningarna. Vid denna tidpunkt är födelse- och dödstalen mycket höga, med en demografisk struktur som är typisk för den gamla regimen.
Pascual Madozs ordbok beskriver Chozas som en osund plats, med 45 hus, en skola och en kyrka. Man hade få skördar och den främsta var råg. Det fanns många betesmarker och mycket får och nötkreatur och berg med småvilt.
Historiskt sett, även om privat egendom och kyrklig egendom hade viss betydelse, var den gemensamma marken mest relevant. Under hela 1800-talet kommer konfiskationer och arrenden att förändra denna verklighet. Dessutom lämnade försäljningen av mark, som lagligen inte borde ha skett, Soto med mindre än hälften av den gemensamma mark som skulle ha tillhört kommunen. I Soto såldes till och med vías pecuarias ("boskapsstigar"), även om man överklagade detta. Den stora förloraren var boskapen, som lämnades utan fritt bete. Ekonomin blev lidande.
Det finns knappast några uppgifter om staden från första delen av 1900-talet. Efter inbördeskriget hade Soto en stor stagnation och började återhämta sig först på 1960-talet med urban tillväxt.
Innan tillväxten började var stadsstrukturen i Soto tre nästan förenade stadsdelar, alla med låga vita enplanshus, de flesta utan vatten eller elektricitet. Det fanns inga trottoarer och gatorna var inte asfalterade. Den första stadsdelen var uppbyggd kring Plaza del Arzobispo Morcillo och den andra runt Plaza del Ayuntamiento. Befolkningen baserade sin försörjning på primärsektorn, med mycket liten betydelse från de andra två sektorerna.
Under de senaste decennierna har kommunen haft en imponerande stadsutveckling från 421 invånare vid folkräkningen 1960.
Stadens byggnader var i början kolonier av låga hus och rutnät. Senare ändrades modellen till en mer massiv bostadsbebyggelse, som nu utgör majoriteten av stadslandskapet. Byggandet av flerfamiljshus har varit i minoritet och till stor del på bekostnad av stadens gamla hus, av vilka endast ett fåtal exempel finns kvar.
År 1995 byggdes Soto del Real-fängelset. Byggandet orsakade en del kontroverser bland invånarna i staden.
1998 byggdes stadskärnan om, vilket skapade ett nytt rådhus och ett bilfritt stadstorg. Även det kommunala idrottscentret invigdes.
Under de senaste åren har viadukten Arroyo del Valle (en del av AVE-linjen Madrid-Valladolid) byggts.

## Geografi
Soto del Real är beläget i den norra delen av regionen Madrid, norr om Submeseta Sur (en del av Meseta Central), i avrinningsområdet för floden Manzanares. Orten ligger cirka 919 meter över havet.
Kommunen har en nordväst-sydostlig utsträckning. Denna form svarar mot det faktum att alla de olika byarna i Real de Manzanares krävde de en varierad miljö som inkluderade mark som lämpade sig för jordbruk (på slätten) till sommarbeten och ved (i bergen). Större delen av den kommunen ligger inom Cuenca Alta del Manzanares regionalpark och är därmed skyddad.
Kommunen gränsar till Manzanares el Real i väster, Miraflores de la Sierra i öster, Colmenar Viejo i söder och Rascafría i norr.
Kommunen omfattar mycket varierande terräng: bergstoppar, sluttningar och den så kallade Manzanares-Guadalix tektoniska gropen.
Genom orten rinner vattendragen Mediano, Chozas och Matarrubias som rinner ut i reservoaren Santillana, det vill säga de är bifloder till Manzanares.
Geologiskt är kommunen uppdelad mellan berg, där gnejser dominerar med granithällar och dalgången, som bildas av en tertiär sedimentär fyllning. Dessutom finns det i den södra zonen ett kalkstensband från mesozoiken, som ansluter till kalkstenen i El Vellón-reservoaren.

### Vegetation
I kommunen kan en tydlig vegetationsföljd observeras som följer höjden.
I de mest nedsänkta områdena, som har mycket höga edafiska luftfuktighetsförhållanden, är asken den dominerande och bildar stora ängar som används för bete. Dessa askängar är ekosystem extremt rika på fauna och flora. På vissa ställen blandas asken med gallekar, pyreneiska ekar och stenekar.
På ängarna och i kommunen är det mycket lätt att se stork. Koncentrationen av storkar mellan Soto och Manzanares är den största i Madrid. Denna fågel har blivit en av attraktionerna och en symbol för Soto. Askängarna utgör det mest identifierande landskapet i Soto del Real och är en av dess främsta landskaps-, kultur- och naturresurser.
Nästa nivå av vegetation är tallskogen, som sträcker sig från cirka 1 600 till 1 900 meter, men dess utbredningsområde har ökat kraftigt tack vare återplantering i mitten av 1900-talet. Den inhemska arten i dessa tallskogar och den vanligaste är tall, även om det också finns svarttall och terpentintall.
Redan nära toppområdena, med ett hårdare klimat, gallrar tallskogen ut och några av dess exemplar varvas med buskvegetation av fjällkvast, krypande enar och ljung.
I bergstopparna gör det knappa vindskyddet att till och med buskarna försvinner och en gräsmark växer fram, där den mest karakteristiska arten är Festuca indigesta.

## Fester
De viktigaste festligheterna i staden firas den första helgen i augusti, för att hedra Virgen del Rosario. Från 1 augusti till 9 augusti arrangeras en marknad i stadsparken. Den 15 augusti förs Jungfrun upp till Ermitan som byggts till helgonets tillbedjan.

## Bildgalleri

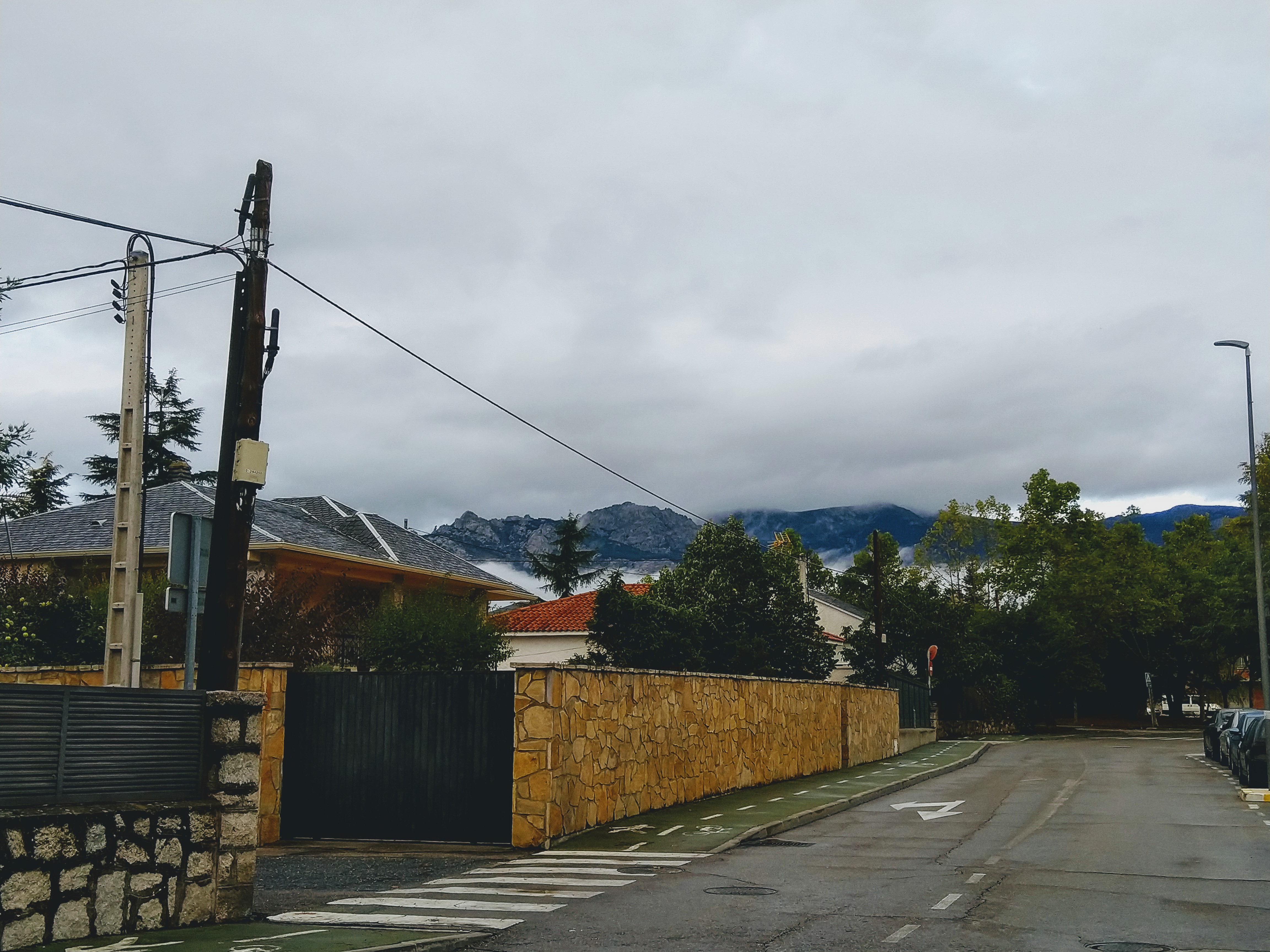
Gata i Soto del Real.
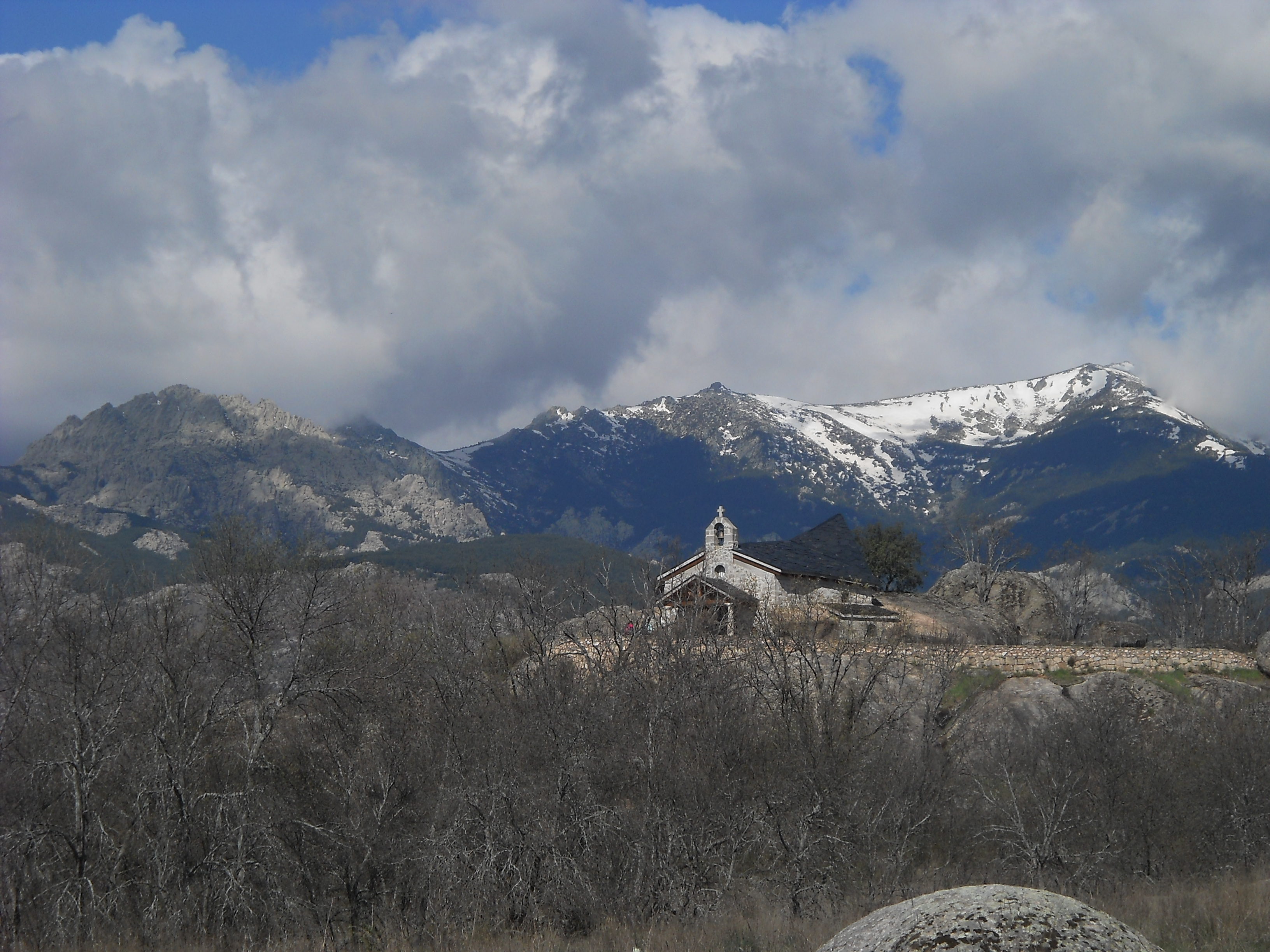
Bergslandskap sett från Soto del Real.
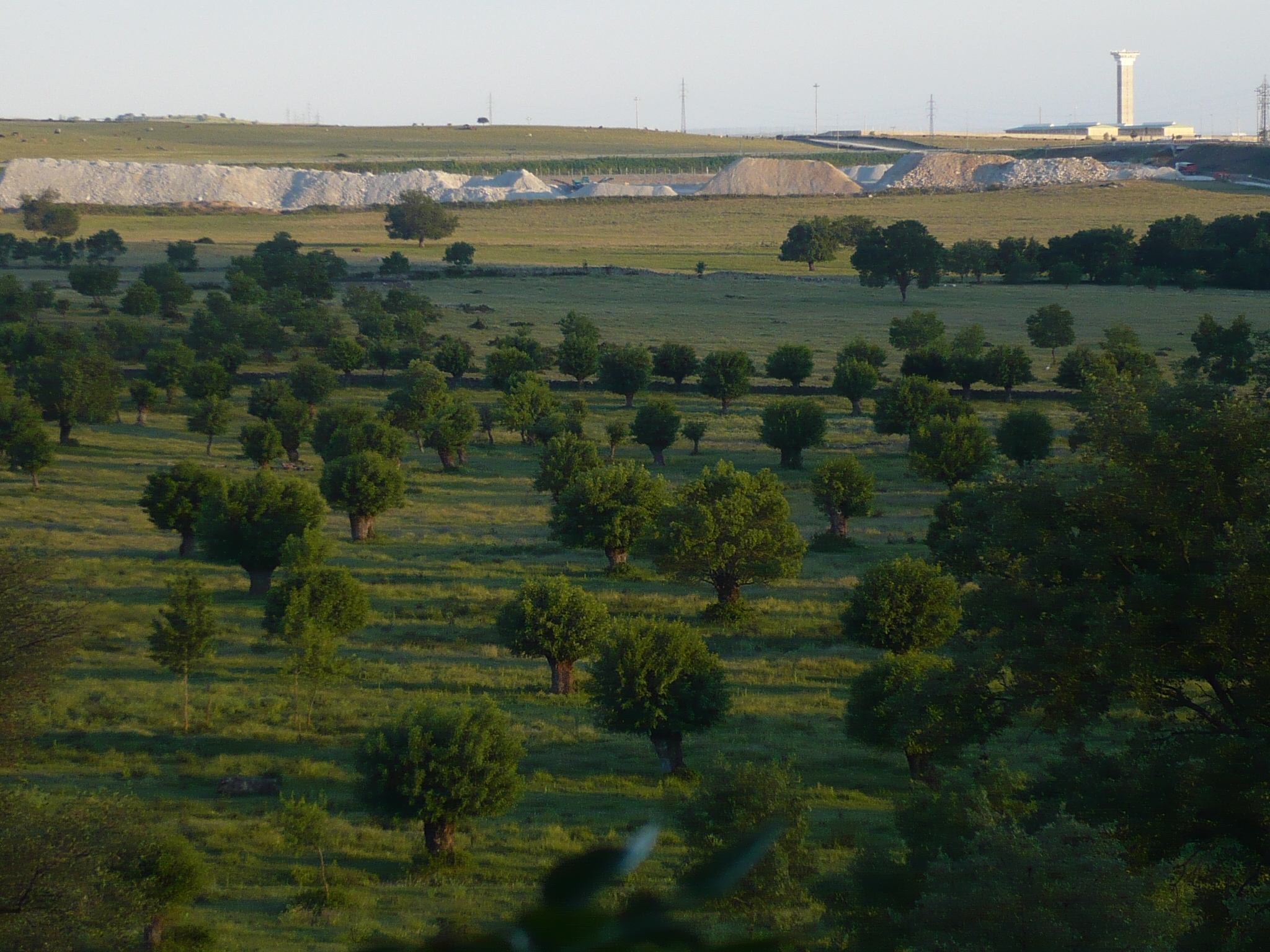
Betesmark med askträd.